# 57-ма окрема мотопіхотна бригада (Україна)
57-ма окрема мотопіхотна бригада імені кошового отамана Костя Гордієнка (57 ОМПБр, в/ч А1736, пп В4533) — військове з'єднання мотопіхотних військ у складі Сухопутних військ Збройних сил України чисельністю у бригаду. Базується у м. Нова Каховка Херсонської області. Входить до складу ОК «Південь».
Бригада була сформована вже після початку російської агресії, восени 2014 року. До її складу увійшли три батальйони, які також були сформовані вже після початку війни: 17-й, 34-й та 42-й мотопіхотні. Взимку 2015 року підрозділи бригади воювали під Дебальцевим.
В 2022 році бригада вела бої на Херсонщині та в місті Бахмут.
В бригаді були створені 1-й та 2-й стрілецкі батальйони. Сили бригади також посилені спеціалізованим мотопіхотним батальйоном «ШКВАЛ» та додався 9-й окремий стрілецький батальйон.
В 2023 по 2024 брала участь у обороні Куп'янська, наразі веде оборону північної частини Харківщини а саме м. Вовчанськ.
Бригада носить ім'я Костя Гордієнка — кошового отамана Запорізької Січі у XVIII столітті.
У 2025 бригада входить до складу 16-ого армійського корпусу та змінює своє підпорядкування на Оперативне командування «Північ».

## Історія

### Передумови
В кінці лютого 2014 року Росія розпочала військову агресію проти України, вторгшись до Криму та анексувавши його. В Україні почалася часткова мобілізація.
13 квітня 2014 року розпочалися бойові дії війни на сході, після захоплення Слов'янська Донецької області російськими диверсійними загонами під командуванням Ігоря Гіркіна. 30 квітня 2014 року в.о. Президента України Олександр Турчинов доручив керівникам обласних адміністрацій почати створення батальйонів територіальної оборони в кожній області України, серед яких були створені і 17-й, 34-й та 42-й батальйони, усі три — переважно з мешканців Кіровоградської області. Ці батальйони згодом взяли участь у літніх боях на сході України.

### Створення
Мотопіхотні бригади створені у Сухопутних військах ЗСУ у 2014 році, уперше. Від «стандартних» механізованих бригад вони відрізнялися меншою кількістю бронетехніки (підрозділи на автомобілях), відсутністю самохідної артилерії та відповідно штатною структурою.
57-му окрему мотопіхотну бригаду утворено на базі 1-ї спеціальної бригади територіальної оборони в місті Кропивницький, згідно з наказом командира військової частини В4533 № 1 від 30 жовтня 2014 року на підставі спільної директиви Міністерства оборони України та Генерального штабу Збройних Сил України від 8 жовтня 2014 року № 322/1/35-дск. Основою для формування бригади стали 17-й, 34-й та 42-й окремі мотопіхотні батальйони — колишні батальйони територіальної оборони.
Підрозділи новоствореної бригади продовжили виконання бойових завдань на сході України у складі сил Антитерористичної операції. Для виконання завдань у секторі С на Дебальцевському напрямку залучалися 17-й та 42-й окремі мотопіхотні батальйони 57-ї окремої мотопіхотної бригади.
24 серпня 2015 року бригаді вручено Бойовий прапор.
У 2015 році до штату мотопіхотних бригад додали танкові роти. Було також створено артилерійський дивізіон на чолі з підполковником Гаффаровим Андрієм Фарідовичем.[джерело?]
14 лютого 2018 року було повідомлено, що до літа 2018 року штаб бригади буде переміщено до Нової Каховки. 5 травня 2018 відбулася урочиста церемонія зустрічі бригади у Новій Каховці.
6 травня 2019 року бригада отримала почесну назву на честь Костя Гордієнка — кошового отамана Запорізької Січі у XVIII столітті.

### Російське вторгнення 2022 року
За повідомленням командира бригади, полковника Олександра Бакуліна, підрозділ із 2022 року обороняв Сєвєродонецьк та Лисичанськ, звільняв Херсонщину.
Наприкінці 2022 року її підрозділи вели бої у місті Бахмут.
У другій половині 2023 року обороняла Куп'янський напрямок на Харківщині.
Із травня 2024 бригада вела бої за Вовчанськ.

## Структура

### 2016[14]
- управління
- 17 окремий мотопіхотний батальйон (c. Зелений Під)[15]
- 34 окремий мотопіхотний батальйон (смт Новоолексіївка)
- 42 окремий мотопіхотний батальйон (c. Зелений Під)
- танкова рота
- артилерійський дивізіон
- протитанковий артилерійський дивізіон
- зенітний ракетно-артилерійський дивізіон
- розвідувальна рота
- інженерна рота
- медична рота
- польовий вузол зв'язку
- ремонтна рота
- Рота матеріального забезпечення
- взвод снайперів
- комендантський взвод
- Інші підрозділи

### 2022
- 17 окремий мотопіхотний батальйон[16]
- 34 окремий мотопіхотний батальйон[17]
- 42 окремий мотопіхотний батальйон[18]
- 420-й окремий стрілецький батальйон[19]
- спеціалізований батальйон «Шквал»[20]
- 9 окремий стрілецький батальйон
- батальйон безпілотних систем[21]
- танковий батальйон[22]
- розвідувальна рота «Мурчики 57 РР»[23]
- Спецпідрозділ «Хорт»

## Оснащення
2С22 «Богдана» (на шасі МАЗ-6317)

## Командування
- 2014—2015: полковник Сірченко Сергій Анатолійович
- 2015—09.2017: полковник Красильников Дмитро Сергійович
- 2017—2018: полковник Головашенко Юрій Валентинович[25][26]
- 2018—2022: полковник Мішанчук Анатолій Володимирович[26][27]
- 11.02.2022—2025: полковник Бакулін Олександр Олександрович[28]
- з 2025: полковник Солодаєв Євген Михайлович[29]

## Традиції
5 травня 2018 року, під час урочистої церемонії зустрічі бригади у Новій Каховці, було оголошено про намір спільно з військовим командуванням клопотати перед Верховним Головнокомандувачем щодо присвоєння 57-й окремій мотопіхотній бригаді імені Костя Гордієнка.
6 травня 2019 року, на перше відзначення Дня піхоти, бригада отримала почесну назву на честь Костя Гордієнка — кошового отамана Запорізької Січі у XVIII столітті. Кость Гордієнко був кошовим отаманом Запорізької та Олешківської Січі. На цій місцевості розташовані пункти постійної дислокації підрозділів бригади. Кость Гордієнко був сподвижником гетьмана Пилипа Орлика. У 1709 році Гордієнко відкрито виступив проти московської окупації України та разом із запорізькими козаками підтримав гетьмана Івана Мазепу у його боротьбі.
24 вересня 2022 року 57 окрема мотопіхотна бригада імені кошового отамана Костя Гордієнка указом Президента України Володимира Зеленського відзначена почесною відзнакою «За мужність та відвагу».

### Символіка
На нарукавному знаку бригади зображено частину герба Костя Гордієнка — вістря стріли, що було висічене на надмогильній плиті кошового отамана. Кость Гордієнко походив, вірогідно, зі старожитнього українського шляхетського роду Гординських, які від XV ст. уживали герб, в основі якого також перебувала фігура стріли. Гасло бригади — «НАРОДЖЕНІ В БОЯХ».

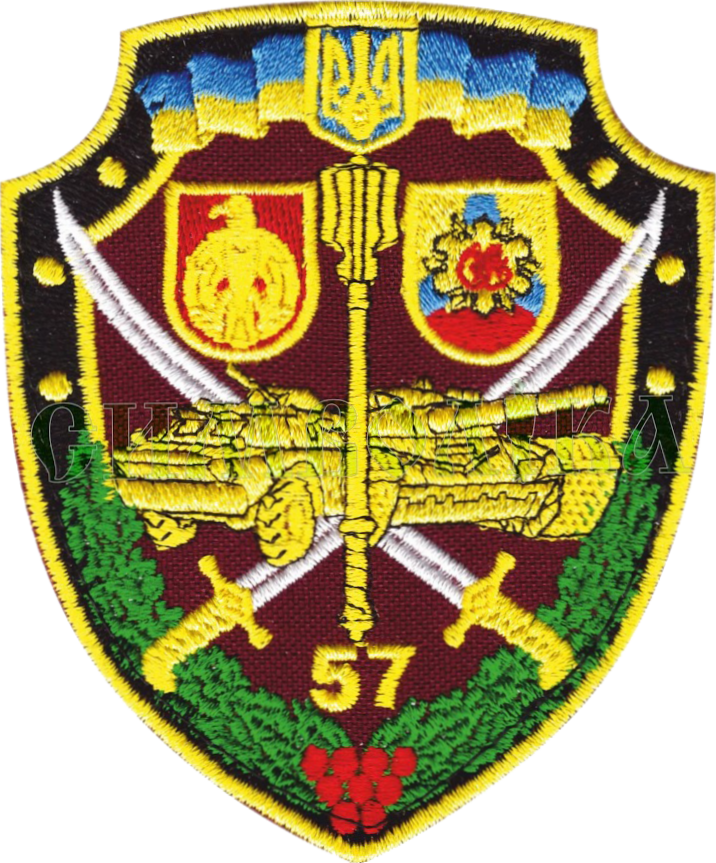
Емблема 2016 року
Емблема 2022 року

## Нагороджені
- Лисенко Денис Євгенійович — старший солдат 17-го окремого мотопіхотного батальйону, Герой України (17 серпня 2025).

## Вшанування

### У культурі
Військовослужбовець бригади Степаненко Дмитро у 2016 році написав книгу «Окопні історії: фронтовий щоденник», у якій колоритно та іронічно описав будні 57 ОМПБр.